# Depozitarul Central
Depozitarul Central este o instituție fundamentală a pieței de capital din România, care asigură compensarea și decontarea tranzacțiilor bursiere, precum și evidența registrelor societăților emitente.
Depozitarul Central este o societate pe acțiuni, membră a grupului Bursa de Valori București (BVB), care prestează servicii emitenților, intermediarilor și deținătorilor de instrumente financiare.
În prezent (august 2009), Bursa de Valori București este acționarul majoritar al Depozitarului Central, cu o deținere de 51% din acțiuni, iar printre acționarii mai mici se numără fondul de investiții RAEF, care controlează 1,76% din titluri, cele cinci societăți de investiții financiare (SIF) și mai multe bănci precum BRD-SocGen, Raiffeisen Bank, Bancpost și ATEbank.
Principalele surse de venit ale instituției sunt veniturile încasate din serviciile pentru emitenți, pentru deținătorii de titluri, precum și cele prestate intermediarilor.
În anul 2008, Depozitarul Central a avut venituri totale de 20,3 milioane de lei.
Depozitarul Central și-a început activitatea pe 3 ianuarie 2007, ca unic prestator de servicii pentru societățile tranzacționate, în baza deciziilor de înființare și funcționare emise de Comisia Națională a Valorilor Mobiliare (CNVM).
Depozitarul Central a fost înființat pe baza companiei Regisco, una dintre societățile registratare care țineau evidența valorilor mobiliare a acțiunilor și obligațiunilor listate pe Bursa de Valori Bucuresti și Rasdaq.
Regisco a fost înființată în anul 1997.
Regisco ținea evidența acționarilor SIF-urilor, a altor nouă societăți listate la categoria întâi a BVB și a încă 15 societăți listate la categoria a doua, precum si pentru cateva sute de societati listate pe piata RASDAQ, fiind, de altfel, singurul registratar care avea capacitatea tehnica de a opera pe ambele piete de capital din Romania (BVB si Rasdaq).
Cei care au primit cupoane la marea privatizare, de exemplu, le puteau vinde doar după ce obțineau un extras de cont și un cod confidențial de la Regisco.

## Istoric
În 2007, depozitarul Central și-a început activitatea prestând servicii de depozitare și registru cu valori mobiliare tranzacționate atât pe piețele reglementate, cât și în cadrul sistemelor alternative, precum și orice operațiuni în legătură cu acestea. Este singură instituție din România abilitată să aloce și să gestioneze codurile ISIN (International Securities Identification Number) și codurile CFI (Clasification of Financial Instruments) stabilite de International Organization of Standardization (ISO).
În 2008, Depozitarul Central deschide piața de capital din România către emitenții străini. Sistemul RoClear este interconectat cu sistemul SaFIR.
În 2009, se formeaza conexiunea directa cu depozitarul internațional Clearstream Banking Luxemburg și se semnează Memorandumul de întelegere cu privire la participarea la platforma Target2 Securities pentru decontările în moneda euro.
În 2010, se lansează serviciul national de distribuire a dividendelor și se conectează sistemul cu depozitarii centrali din Statele Unite ale Americii, care permite investitorilor din România să deconteze tranzacții.
În 2011, este adoptată rețeaua SWIFT și se formează legatura transfontalieră cu Africa de Sud.
În 2012, se aderă la platforma pan-europeană de decontare Target2 Securities.
La data de 21 iunie 2015, Depozitarul Central a devenit membru ISSA - International Securities Services Association.
La data de 18 decembrie 2018, Depozitarul Central a fost autorizat de către Global Legal Entity Identifier Foundation (GLEIF) că Unitate de Operare Locală (Local Operating Unit – LOU) pentru emiterea și administrarea codurilor LEI.